# Festuca brigantina
Festuca brigantina é uma espécie de planta com flor pertencente à família Poaceae. 
A autoridade científica da espécie é (Markgr.-Dann.) Markgr.-Dann., tendo sido publicada em Botanical Journal of the Linnean Society 76(4): 328. 1978.

## Portugal
Trata-se de uma espécie presente no território português, nomeadamente os seguintes táxones infraespecíficos:
- Festuca brigantina subsp. brigantina - presente em Portugal Continental. Em termos de naturalidade é endémica da região atrás referida. Encontra-se protegida por legislação portuguesa ou da Comunidade Europeia, nomeadamente pelo Anexo II e IV da Directiva Habitats.